# Stadhuis van Bree

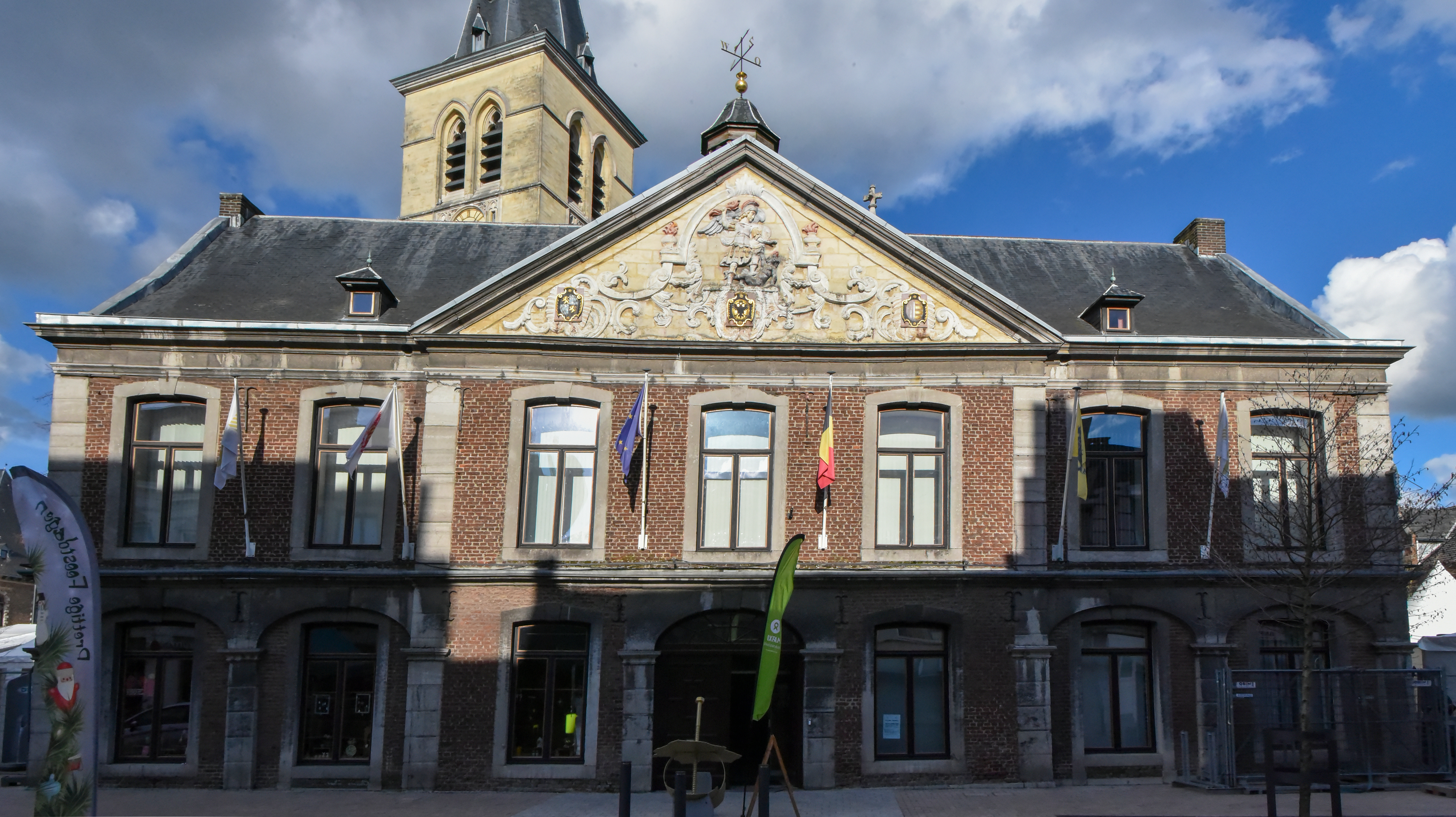
Het oude stadhuis, met op de achtergrond de Sint-Michielskerk

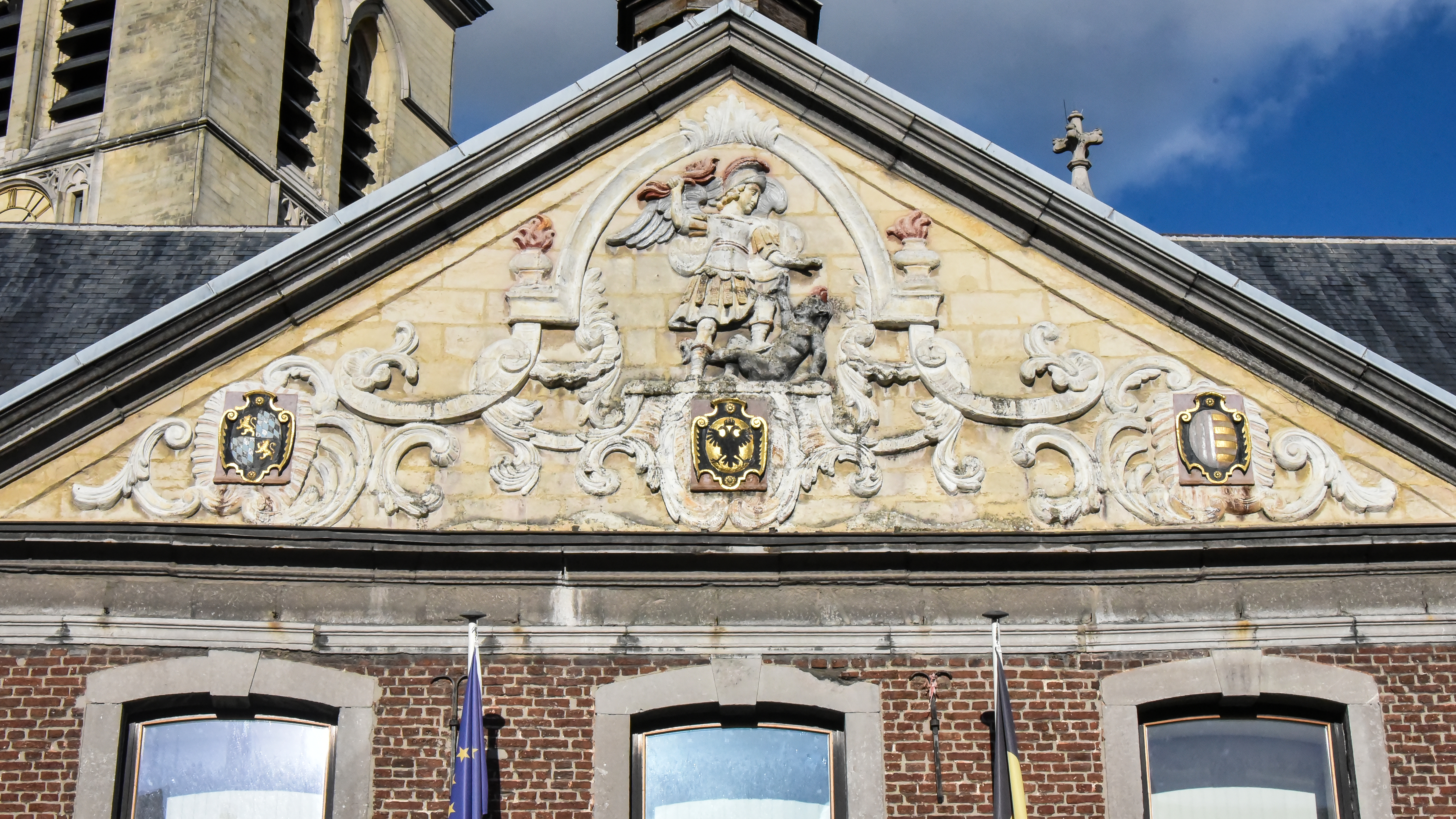
Het fronton

Het oude stadhuis is het voormalig stadhuis van de Belgische stad Bree, dat zich bevindt aan Markt 2. De huidige voorgevel dateert van 1755.

## Geschiedenis
De stad Bree kende als stadhuis het Gewanthuis, dat zich aan het Vrijthof bevond. Hier vergaderden de gemeenteraad en de schepenbank, de stadswacht zetelde er, en onder dit huis werden markten gehouden.
Van 1587-1591 werd het gebouw opgetrokken, met een leien dak, een torentje en gedeeltelijk bakstenen muren. Het bood onderdak aan de magistratuur, het gerecht, de schepenen, de schutterijen, de brandweer, de stadswacht en een bescheiden arsenaal met geweren, lonten en kogels. In 1647 werd de gevel vernieuwd, maar in 1755 kwam een nieuwe voorgevel gereed in Lodewijk XIV-stijl, met een fronton in rococostijl. Hierop bevindt zich een reliëf dat de strijd van de Heilige Michaël met de draak verbeeldt, en tevens drie wapenschilden: dat van Bree, dat van de Oostenrijkse keizer, en dat van Johan Theodoor van Beieren, de toenmalige prins-bisschop van Luik.
Het oude stadhuis heeft als zodanig gefungeerd tot 1969, waarna onder meer de dienst voor toerisme er onderdak vond, en sinds 1975 ook het Heemkundig Museum Bree. Het stadhuis verhuisde naar een modern gebouw aan de Grauwe Torenwal, om in 2004 het voormalig Sint-Michielscollege te betrekken.

## Externe bron
- Officiële website van de Stad Bree
- Onroerend erfgoed